# Kóhata Siho
Kóhata Siho (高畑 志帆; Hepburn: Kohata Shiho) (Hirosima prefektúra, 1989. november 12. –) japán válogatott labdarúgó.

## Klub
2012 óta az Urawa Reds csapatának játékosa, ahol 124 bajnoki mérkőzésen lépett pályára és 9 gólt szerzett.

## Nemzeti válogatott
2014-ben debütált a japán válogatottban. A japán válogatott tagjaként részt vett a 2014-es Ázsia-kupán. A japán válogatottban 2 mérkőzést játszott.

## Statisztika
| Japán válogatott | Japán válogatott | Japán válogatott |
| Időszak          | Mérk.            | gól              |
| ---------------- | ---------------- | ---------------- |
| 2014             | 1                | 0                |
| 2015             | 1                | 0                |
| Összesen         | 2                | 0                |

## Sikerei, díjai
Japán válogatott
- Ázsia-kupa:  Arany; 2014

Klub
- Japán bajnokság: 2014

Egyéni
- Az év Japán csapatában: 2014